# Джержоньовски окръг
Джержоньовски окръг (на полски: Powiat dzierżoniowski) е окръг в Югозападна Полша, Долносилезко войводство. Заема площ от 478,51 км2. Административен център е град Джержоньов.

## География
Окръгът се намира в историческата област Долна Силезия. Разположен е в югоизточната част на войводството.

## Население
Населението на окръга възлиза на 105 762 души (2012 г.). Гъстотата е 221 души/км2.

## Административно деление
Административно окръгът е разделен на 7 общини.
Градски общини:
- Белява
- Джержоньов
- Пешице
- Горна Пилава

Градско-селска община:
- Община Немча

Селски общини:
- Община Джержоньов
- Община Лагевники

## Фотогалерия
- Белява
- Горна Пилава
- Джержоньов
- Немча
- Пешице